# IV Korpus Armijny (III Rzesza)
IV Korpus Armijny – niemiecki korpus armijny, uczestniczył w agresji na Polskę i Francję oraz w ataku na Związek Radziecki. 
W składzie 2 Armii uczestniczył w zajęciu Czechosłowacji przez III Rzeszą. W czasie ataku na Polskę był podporządkowany dowódcy 10 Armii. Dowódcą korpusu był gen. Viktor von Schwedler, a korpus w początkowym okresie agresji atakował w rejonie Częstochowy oddziały 7 Dywizji Piechoty WP. W 1940 roku brał udział  w inwazji na Francję, a w 1941 roku agresji na Związek Radziecki. W czasie walk pod Stalingradem IV KA składał się z 297 DP, 371 DP i 29 DZmot. i został zniszczony przez Armię Czerwoną. Po odtworzeniu znów został wysłany na front wschodni. Zniszczony został ponownie 2 września 1944 roku na terenie Rumunii.

## Dowództwo korpusu
Dowódcy:
- gen. Wilhelm List do 4.02.1938)
- gen. Viktor von Schwedler[6] (4.02.1938 - 1.11.1942)
- gen. Erwin Jaenecke (1.11.1942 - 17.01.1943)
- gen. Max Pfeffer (17.01.1943 - 31.01.1943 do zniszczenia pod Stalingradem)[7]

Szefowie sztabu:
- gen. mjr Walther Model (w czasie ataku na Polskę[6])

## Struktura organizacyjna
Skład we wrześniu 1939 roku:
- 4 Dywizja Piechoty
- 46 Dywizja Piechoty

Skład 22 czerwcu 1941 roku:
- 24 Dywizja Piechoty
- 71 Dywizja Piechoty
- 262 Dywizja Piechoty
- 295 Dywizja Piechoty
- 296 Dywizja Piechoty

Skład w styczniu 1942 roku:
- 9 Dywizja Piechoty
- 76 Dywizja Piechoty
- 94 Dywizja Piechoty

Skład w listopadzie 1942 roku:
- 297 Dywizja Piechoty
- 371 Dywizja Piechoty
- 20 Dywizja (rumuńska)

Skład w sierpniu 1943 (po ponownym formowaniu):
- 304 Dywizja Piechoty
- 335 Dywizja Piechoty
- 3 Dywizja Górska